# Rönö församling, Strängnäs stift
Rönö församling är en församling i Nyköpings kontrakt i Strängnäs stift. Församlingen ligger i Nyköpings kommun i Södermanlands län och utgör ett eget pastorat.

## Administrativ historik
Församlingen bildades den 1 januari 2002 genom sammanslagning av församlingarna Lid, Ludgo-Spelvik, Runtuna samt Råby-Ripsa.

## Kyrkor
- Lids kyrka
- Ludgo kyrka
- Ripsa kyrka
- Runtuna kyrka
- Råby-Rönö kyrka
- Spelviks kyrka